# Caio Pessagno
Caio Pessagno (* 20. April 1987 in São Paulo) ist ein professioneller brasilianischer Pokerspieler, der hauptsächlich online spielt. Er führte für 11 Wochen die Onlinepoker-Weltrangliste an.

## Persönliches
Pessagno studierte Betriebswirtschaft.

## Pokerkarriere
Pessagno verfolgte Poker zunächst nur im Fernsehen und spielte mit Freunden. Er spielt seit 2006 online unter dem Nickname pessagno auf den Plattformen PokerStars und Full Tilt Poker sowie als cpessagno bei partypoker. Seine Turniergewinne lagen im August 2020 bei mehr als 8 Millionen US-Dollar, wobei mit knapp 6,5 Millionen US-Dollar der Großteil auf PokerStars erspielt wurde. Im Juli 2013 stand Pessagno erstmals auf dem ersten Platz des PokerStake-Rankings, das die erfolgreichsten Online-Turnierspieler listet. Insgesamt hatte er diese Position für 11 Wochen inne. Auf PokerStars wurde er 2012 ins Team Pro Online des Team PokerStars aufgenommen, dem er bis November 2016 angehörte.
Zudem sieht man Pessagno gelegentlich bei Live-Turnieren, so nahm er bereits mehrfach an der Brazilian Series of Poker (BSOP) teil. In den Jahren 2010 und 2011 wurde er von SuperPoker und CardPlayerBrasil als bester brasilianischer Pokerspieler ausgezeichnet. Pessagnos größter Live-Erfolg ist ein sechster Platz bei der BSOP in São Paulo im Februar 2015, der ihm ein Preisgeld von umgerechnet 27.000 US-Dollar einbrachte. Seine bis dato letzte Live-Geldplatzierung erzielte er Ende November 2015.